# Черных, Игорь Анатольевич
И́горь Анато́льевич Черны́х (12 июня 1932 года, СССР — 15 июля 2020 года, Россия) — кинооператор-постановщик киностудии «Мосфильм». Заслуженный деятель искусств РСФСР (1988).

## Биография
Родился 12 июня 1932 года. После окончания в 1955 году операторского факультета ВГИКа (мастерская А. В. Гальперина) стал работать оператором на киностудии «Мосфильм».
В общей сложности работал над 20 фильмами, первый из которых снял в 1955 году. Самая известная работа — кинофильм «Бриллиантовая рука». В 1985 году снял советский телесериал «Битва за Москву», получивший приз Всесоюзного кинофестиваля в 1986 году.
Скончался 15 июля 2020 года от коронавируса. Похоронен на Троекуровском кладбище.

## Награды и звания
- Заслуженный деятель искусств РСФСР (1988)
- Медаль ордена «За заслуги перед Отечеством» II степени (1997)[2]

## Фильмография

### Сценарист
- 1977 — Гарантирую жизнь

### Оператор
- 1955 — Дым в лесу
- 1959 — Фортуна
- 1960 — Хлеб и розы
- 1961 — Алёнка
- 1962 — Большая дорога
- 1963 — Мелодии Дунаевского
- 1965 — На завтрашней улице
- 1966 — Заблудший
- 1968 — Бриллиантовая рука
- 1969 — Последние каникулы
- 1970 — Украли Старого Тоомаса
- 1973 — Мачеха
- 1974 — Небо со мной
- 1975 — На ясный огонь
- 1978 — Емельян Пугачёв
- 1980 — Особо важное задание
- 1982 — Кафедра
- 1985 — Битва за Москву
- 1986 — Мирное время Романа Шмакова
- 1987 — Шантажист
- 1989 — Частный детектив, или Операция «Кооперация»
- 1993 — Трагедия века
- 1995 — Великий полководец Георгий Жуков